# Emmerdale
Emmerdale é uma soap opera britânica criada por Kevin Laffan e produzida pela ITV Studios. Foi lançada originalmente em 16 de outubro de 1972 e desde então é exibida pelo canal ITV. O programa é ambientado na vila fictícia de Emmerdale (conhecida como Beckindale até 1994), em Yorkshire Dales.
Em março de 2020, devido aos efeitos da pandemia de COVID-19, as filmagens foram suspensas e os episódios transmitidos por semana diminuíram de seis para três às segundas, quartas e sextas-feiras. Em setembro, o programa voltou a ter seis episódios exibidos semanalmente.  

## Transmissão
Na República da Irlanda, Emmerdale vai ao ar no canal Virgin Media One (TV3), que transmite a série simultaneamente com a ITV no Reino Unido. De 1972 a 2001, era trasnmitido pela RTÉ One, antes de ser transferido para a TV3. Na Suécia, a série recebeu o título de Hem till gården, indo ao ar desde os anos 1970 - originalmente na SVT2 e, desde 1994, na TV4. Na Finlândia, o programa é exibido no MTV3 no horário nobre, sendo dois episódios todos os dias da semana das 18h00 às 19h00, com reexibição na manhã seguinte.

## Episódios
|                             | Domingo | Domingo | Segunda | Segunda | Terça | Terça | Quarta | Quarta | Quinta | Quinta | Sexta | Sexta | Sábado | Sábado | Episódios semanais          |
| --------------------------- | ------- | ------- | ------- | ------- | ----- | ----- | ------ | ------ | ------ | ------ | ----- | ----- | ------ | ------ | --------------------------- |
| 1972–1977                   |         |         |         |         |       |       |        |        |        |        |       |       |        |        | 2                           |
| 1977–1987, 1989–1997        |         |         |         |         |       |       |        |        |        |        |       |       |        |        | 2                           |
| 1988–1989                   |         |         |         |         |       |       |        |        |        |        |       |       |        |        | 2                           |
| 1997–2000                   |         |         |         |         |       |       |        |        |        |        |       |       |        |        | 3                           |
| 2000–2004                   |         |         |         |         |       |       |        |        |        |        |       |       |        |        | 5                           |
| 2004–2008                   |         |         |         |         |       |       |        |        |        |        |       |       |        |        | 6                           |
| 2008–2009                   |         |         |         |         |       |       |        |        |        |        |       |       |        |        | 5 (1 hora às terças-feiras) |
| 2009–2019                   |         |         |         |         |       |       |        |        |        |        |       |       |        |        | 6                           |
| Abril – Agosto de 2019      |         |         |         |         |       |       |        |        |        |        |       |       |        |        | 7                           |
| 2019–2020                   |         |         |         |         |       |       |        |        |        |        |       |       |        |        | 6                           |
| Março – Junho de 2020       |         |         |         |         |       |       |        |        |        |        |       |       |        |        | 3                           |
| Junho de 2020               |         |         |         |         |       |       |        |        |        |        |       |       |        |        | 2                           |
| Junho – Setembro de 2020    |         |         |         |         |       |       |        |        |        |        |       |       |        |        | 3                           |
| Setembro de 2020 – presente |         |         |         |         |       |       |        |        |        |        |       |       |        |        | 6                           |